# Carlos Esquivel y Rivas
Pour les articles homonymes, voir Esquivel.
Carlos María Esquivel y Rivas, né le 25 mars 1830 à Séville et mort le 14 juillet 1867 à Madrid, est un peintre espagnol romantique et portraitiste.

## Biographie
Carlos María est le fils du peintre romantique Antonio María Esquivel. Celui-ci le pousse à étudier à l'Académie royale des beaux-arts de San Fernando de Madrid puis à Paris comme disciple du peintre d'histoire et portraitiste Léon Cogniet.
Il pratique la peinture d'histoire dans Prisión de Guatimocin (« Prison de Guatimocin ») et Vuelta del asistente de un oficial muerto en la guerra de África (« Retour de l'assistant d'un officier mort lors de la Guerre d'Afrique »).
José de Madrazo y Agudo le désigne pour exécuter quelques-uns des portraits de la Serie cronológica de los reyes de España (« Série chronologique des rois d'Espagne ») pour le musée du Prado : il peint ainsi ceux de Égica, roi wisigoth, et Favila des Asturies.

## Œuvres

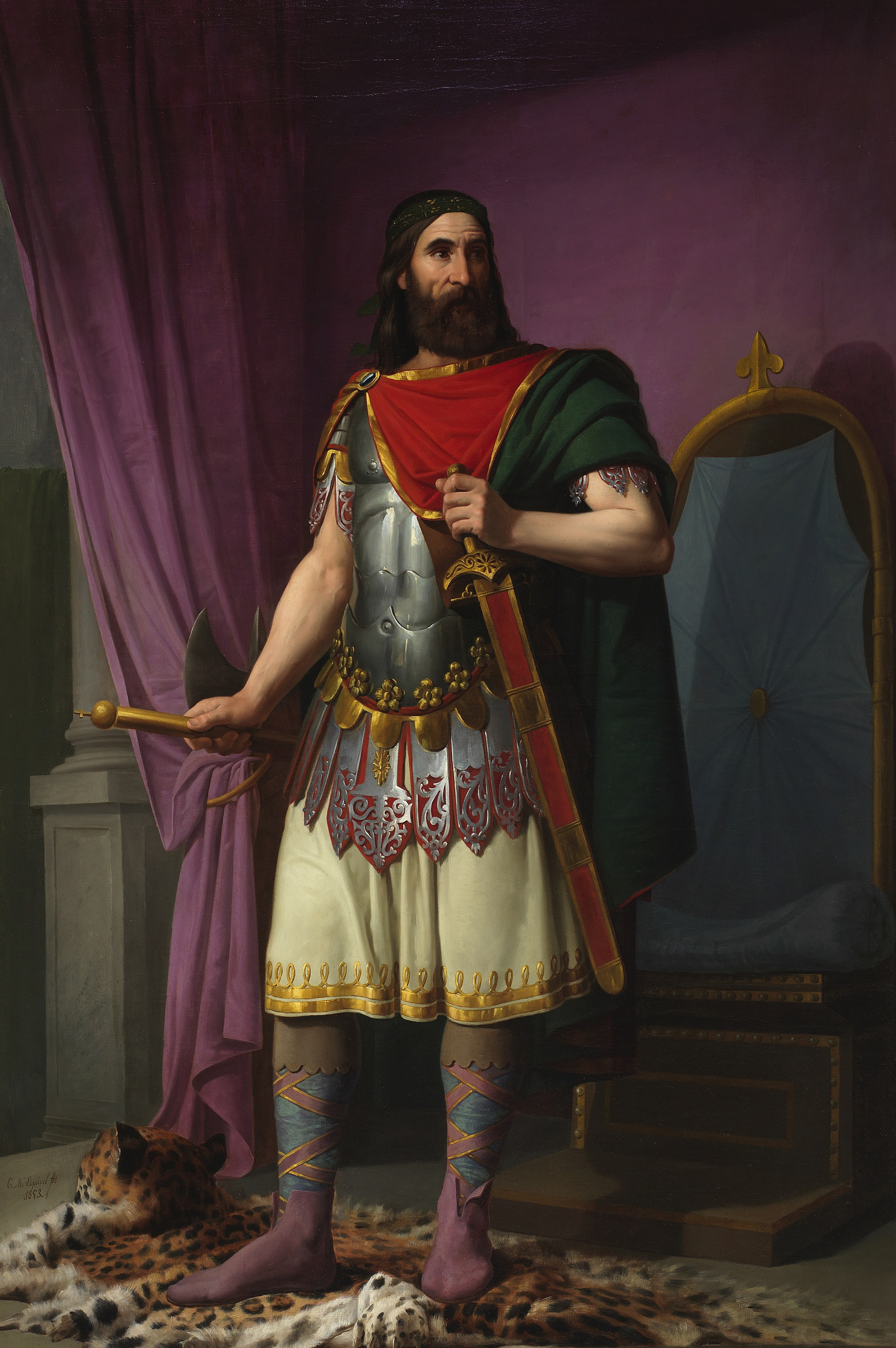
Égica, rey godo (1853)

En plus des portraits pour la série des rois d'Espagne, Carlos Esquivel y Rivas réalise d'autres portraits comme celui de sa femme, Retrato de su mujer, et dans son autoportrait, Autorretrato, qui représentent de bons exemples de l'iconographie romantique.
Les tableaux les plus connus sont conservés au musée du Prado, sauf mention :
- Prisión de Guatimocin, huile sur toile, 142,5 × 210 cm (1854)
- Vuelta del asistente de un oficial muerto en la guerra de África, huile sur toile, 230 × 250 cm (1860)
- Égica, rey godo, huile sur toile, 224 × 141 cm (1853, voir œuvre)
- El rey godo Alarico, huile sur toile, 225 × 140 cm (1856)
- Don Favila, huile sur toile, 224 × 140 cm
- Retrato de su mujer, huile sur toile, 49 × 37 cm (1861)
- Autorretrato, huile sur toile, 92 × 73,5 cm (1856, voir œuvre)
- Retrato de caballero, huile sur toile, 71,50 × 57 cm (1848, voir œuvre), Musée Lázaro Galdiano[3]
- Retrato de Gerónimo Morán, huile sur toile, 72 × 56 cm (1859, voir œuvre), coll. priv.
- Retrato de Isabel II vestida a la antigua, huile sur toile, 54 × 67 cm (1856, voir œuvre), coll. priv.
- Retrato de DMariano Roca de Togores, huile sur toile (1841), coll. priv.
- Retrato de Espartero, regente de 1841 a 1843, huile sur toile, coll. priv.